# Finola O’Donnell

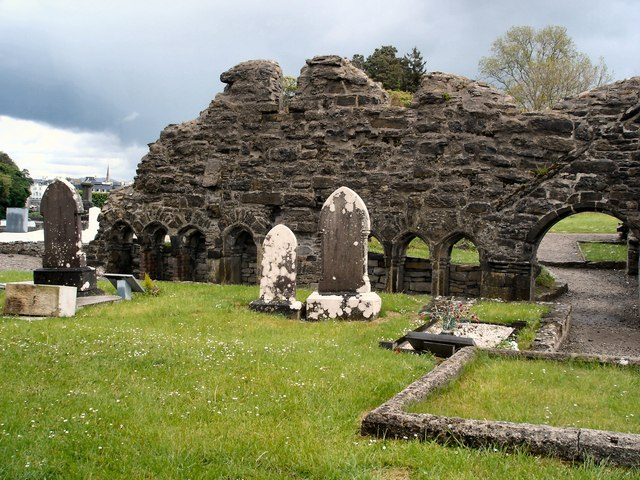
Das Kloster Dun na Gall, was so viel wie "Festung der Fremden" bedeutet, wurde 1474 für die Franziskaner errichtet, 1588 geplündert und vier Jahre später wieder aufgebaut.

Finola O’Donnell (auch Nuala O’Brien genannt, irisch Fionnghuala bean Uí Dhomhnaill, geb. Fionnghuala Ní Bhriain; * um 1440; † 5. Februar 1528) war eine irische Adlige, die gemeinsam mit ihrem Mann das Kloster Donegal im Jahr 1474 gründete.
Finola O’Donnell wurde als Tochter von Conor-na-Srona O’Brien (Conchobhair na Sróna Ó Briain) geboren, dem späteren König von Thomond. Sie heiratete Hugh Roe O’Donnell (Aodh Ruadh Ó Domhnaill, 1427–1505), den König des Königreichs Tyrconell. Gemeinsam gründeten sie im Jahr 1474 das Kloster Donegal (Mainistir Dhún na nGall) in Donegal, welches sie den Brüdern des reformierten Franziskanerordens stifteten. Finola O’Donnell galt als eine Frau, die zu Lebzeiten viel Ruhm und Ansehen erlangt hatte, sowie ihr Leben und ihren Reichtum der Nächstenliebe und der Menschlichkeit widmete. Nach dem Tod ihres Mannes wurde sie Terziarierin. Sie starb am ersten Tag der Fastenzeit, dem 5. Februar 1528 und wurde im Kloster Donegal beigesetzt.

## Moderne Rezeption
Judy Chicago widmete Finola O’Donnell eine Inschrift auf den dreieckigen Bodenfliesen des Heritage Floor ihrer Installation The Dinner Party. Die mit dem Namen Finola O’Donnel beschrifteten Porzellanfliesen sind dem Platz mit dem Gedeck für Hildegard von Bingen zugeordnet.